# Gottfried von Meiss
Gottfried von Meiss (* 22. September 1909; † 22. Dezember 2000) war ein Schweizer Fliegeroffizier und Teilnehmer der Olympischen Spiele von 1936 und 1948.

## Leben
Von Meiss, der als Spross einer schweizerisch-österreichischen Familie in Österreich aufgewachsen war, wurde 1927 von seinem Vater Oskar von Meiss-Teuffen zur Ablegung der Matura und zum Studium der Volkswirtschaftslehre in die Schweiz geschickt. Er schloss sein Studium an der Universität Zürich mit dem Doktorat ab, wobei er die Dissertation Betrachtungen über die Beziehungen zwischen Krieg und Wirtschaft vorlegte. Nach anfänglichen Anpassungsschwierigkeiten bewährte sich der hervorragende Segler und Fechter, der der Schweizer Adelsfamilie von Meiss angehörte, sowohl im schweizerischen Wirtschaftsleben wie auch im Militärwesen. Ab 1940 Fliegeroffizier, stieg Meiss binnen weniger Jahre zum Chef des Nachrichtendienstes der Schweizer Fliegertruppe auf.
Nach dem Ende seiner Laufbahn als Berufsoffizier war von Meiss unter anderem in einer Direktionsfunktion bei der Swissair tätig. Er wurde wegen seiner guten Kontakte zu Grossbritannien mit dem Titel eines «Officer of the British Empire» (OBE) ausgezeichnet. Als Milizoffizier kommandierte Oberst von Meiss das (französisch sprechende) Fliegerregiment 1, wurde dann Chef Flugwesen im Feldarmeekorps 4 und abschliessend Stellvertreter des Nachrichtenchefs der Schweizer Armee. Gottfried von Meiss war ein Bruder des bekannten Abenteurers, Autors und Einhandseglers Hans von Meiss-Teuffen. Der Zürcher Anwalt Florian von Meiss ist sein Sohn.